# Histona acetiltransferasa
Les histones acetiltransferases (HAT), o també conegudes com a histones lisines acetiltransferases (KAT), són enzims encarregats d’afegir grups acetil (O=C-CH₃) als residus de lisina de les histones. Actuen en processos post-traduccionals i es troben molts cops implicades en l’activació transcripcional associada a l'eucromatina. La seva acció és oposada a la de les histones desacetilases (HDAC).